# Klein Berßen

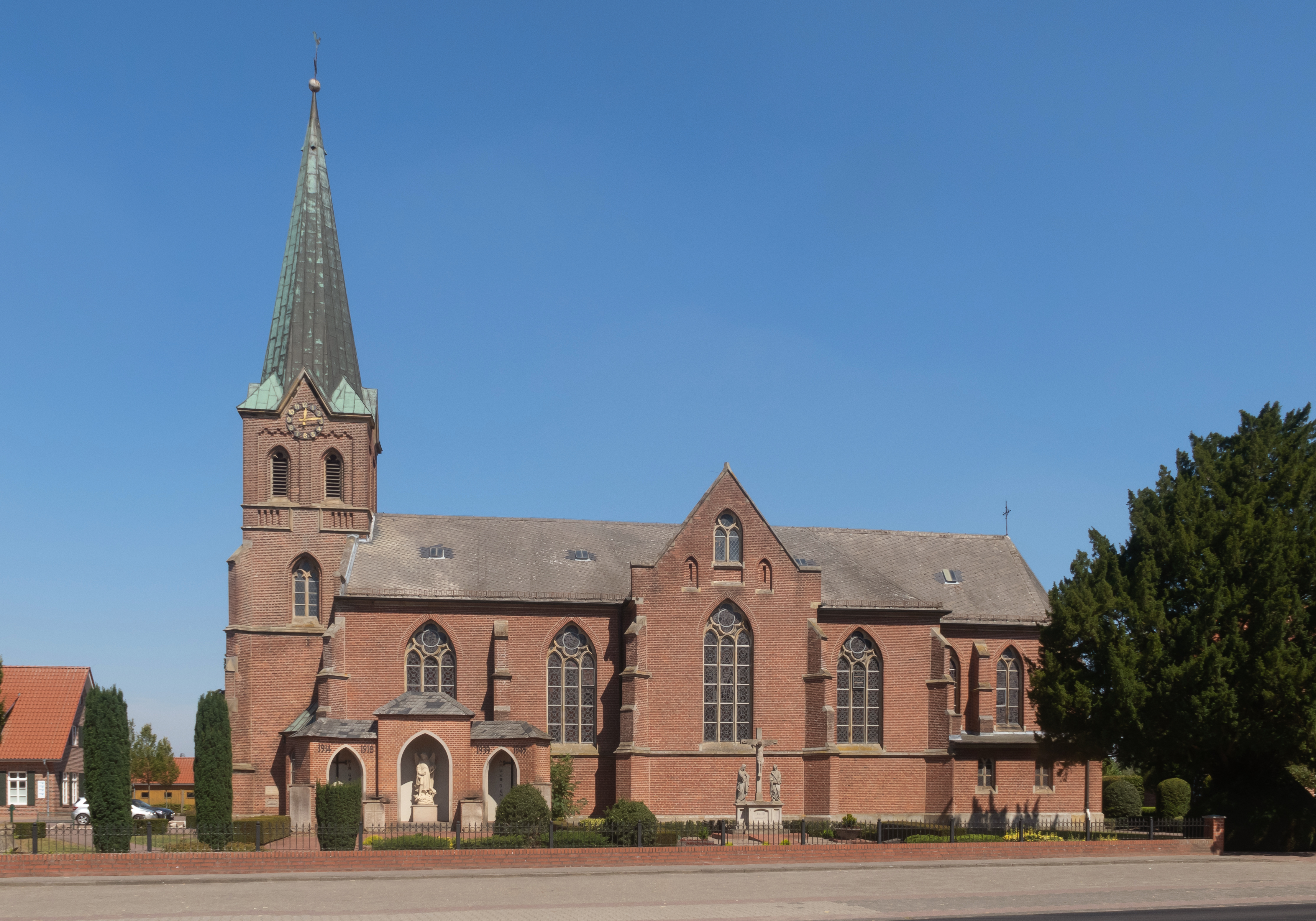
Klein Berßen, Herz-Jesu-Kirche

Klein Berßen ist eine Gemeinde im Landkreis Emsland in Niedersachsen. Sie gehört der Samtgemeinde Sögel an, die ihren Verwaltungssitz in der Gemeinde Sögel hat.
Die Gemeinde erstreckt sich über 16,93 km² Fläche und hat 1200 Einwohner.

## Geographie

### Geographische Lage
Klein Berßen liegt wenige Kilometer südlich der hügeligen Geestlandschaft des Hümmlings. Sie befindet sich ein paar Kilometer nordöstlich von Meppen zwischen der Nordradde im Nordwesten und der Mittelradde im Südosten.

### Nachbargemeinden
Nachbargemeinden sind im Nordwesten die Gemeinde Stavern, im Osten die Gemeinden Groß Berßen und Westerloh, im Süden die Stadt Haselünne und im Südwesten die Stadt Meppen.

## Geschichte
Erstmals urkundlich bezeugt wurde der Name Berßen in einem Dokument, das von einer Kirchenweihung in Bokeloh berichtet. In diesem Dokument werden Klein und Groß Berßen als zur Kirche von Bokeloh zugehörig genannt. Bischof Dodo weihte diese Kirche am Feste Maria Himmelfahrt. Die Jahresangabe fehlt jedoch. Es gab in Osnabrück zwei Bischöfe namens Dodo: Dodo I. (918–949) und Dodo II. (978–996). Welcher von beiden die Kirche zu Bokeloh weihte, ist jedoch unklar. Pfarrer Diekmann von Bokeloh nimmt an, dass es sich um Dodo I. handelte. In diesem Fall wäre die Kirche zwischen 919 und 936 eingeweiht worden. Wäre Dodo II. gemeint, wäre er wohl auch als „Dodo II.“ bezeichnet worden, wie auch der zweite Bischof Benno immer als Benno II. bezeichnet wurde.

## Politik

### Gemeinderat
Der Gemeinderat aus Klein Berßen setzt sich aus 11 Ratsmitgliedern zusammen. Die Ratsmitglieder werden durch eine Kommunalwahl für jeweils fünf Jahre gewählt. Die aktuelle Amtszeit begann am 1. November 2021 und endet am 31. Oktober 2026.
Bei der Kommunalwahl 2021 ergab sich folgende Sitzverteilung:
- CDU: 10 Sitze
- Grüne: 1 Sitz

### Bürgermeister
Thomas Ficker (CDU) ist seit dem 1. November 2021 Bürgermeister der Gemeinde. Er wird vertreten von Ralf Nieters (allgemeiner Verwaltungsvertreter) und Stefan Lübken. Fickers Vorgänger war Hermann Hinrichs (CDU), der das Amt seit November 2016 innegehabt hatte.

## Kultur und Sehenswürdigkeiten

### Bauwerke

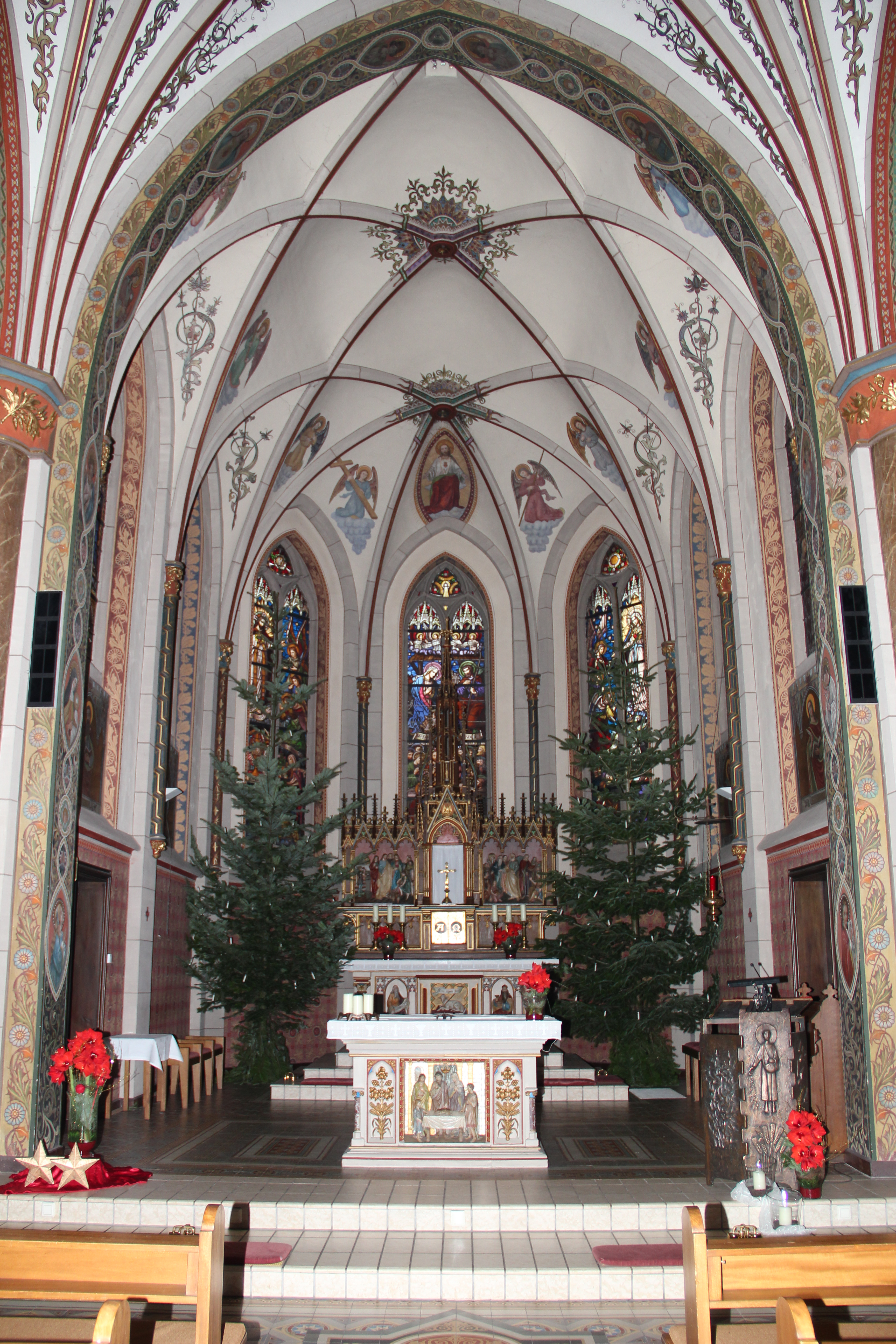
Chorraum der Herz-Jesu-Kirche in Klein Berßen

Im Dorfkern befindet sich die Herz-Jesu-Kirche, die 1218 im gotischen Baustil erbaut wurde. Die Kirche wurde für die Gemeinden in Klein Berßen und in Groß Berßen erbaut und wird auch heute noch regelmäßig für römisch-katholische Gottesdienste genutzt. Die Kirchengemeinde gehört zur Hümmlinger Pfarreiengemeinschaft um St. Jakobus in Sögel. An die Kirche grenzt der Friedhof. Im Zuge der Dorferneuerung wurde 2010 eine neue Leichenhalle gebaut.

### Sport
Der dörfliche Sportverein ist der SV Eintracht Berssen 1946 e. V. Zusammen mit dem Nachbardorf Groß Berßen wurde dieser Verein im Jahre 1946 gegründet und bietet heute Sportmöglichkeiten in verschiedenen Bereichen an.
Die Sportanlage des Vereins besteht aus zwei Tennisplätzen, drei Fußballplätzen sowie einer Skateanlage.

### Naturdenkmäler
In der näheren Umgebung befindet sich das Naturschutzgebiet Süd-Tannen-Moor, eines der wenigen noch erhaltenen Heidemoore des Hümmlings. Auch das Naturdenkmal Kesselmoor befindet sich in der Nähe. In Klein Berßen gibt es die Historische Straße, ein ehemals bedeutsamer Verkehrsweg mit Kopfsteinpflasterung und beidseitigem gradlinigen Baumbestand. Die Straße führt in Richtung Süden zur ehemaligen Bahnstation Schleper. Des Weiteren gibt es auch in Klein Berßen die für diese Gegend typischen Steingräber.

### Kurioses
Klein Berßen hat mehr Einwohner als Groß Berßen, das aber wiederum eine größere Fläche hat. Beide Gemeinden sind politisch selbständig, jede Gemeinde hat ihren eigenen Bürgermeister und ihren eigenen Gemeinderat. Bis auf die politischen Aktivitäten läuft alles andere gemeinsam. Es gibt eine gemeinsame Kirchengemeinde, einen gemeinsamen Sportverein, eine gemeinsame Blaskapelle etc. Auch die jährlichen Feierlichkeiten wie das Schützenfest, die Kirmes oder das Erntedankfest werden von den Bürgern beider Gemeinden organisiert und gefeiert.

## Wirtschaft und Infrastruktur

### Verkehr
Verkehrstechnisch liegt Klein Berßen nahe den Bundesstraßen 70, 213 und 402 und ist über die Anschlussstellen Meppen und Lathen der A 31 erreichbar. In diesen Orten befinden sich auch die nächsten Bahnstationen.

## Persönlichkeiten
- Erich Maria Remarque, der Autor des Buches „Im Westen nichts Neues“, arbeitete von Mai bis August 1920 in Klein Berßen als Lehrer an der Volksschule. In der Dorfmitte wurde eine Straße nach ihm benannt.